# Hurrikan Gilbert

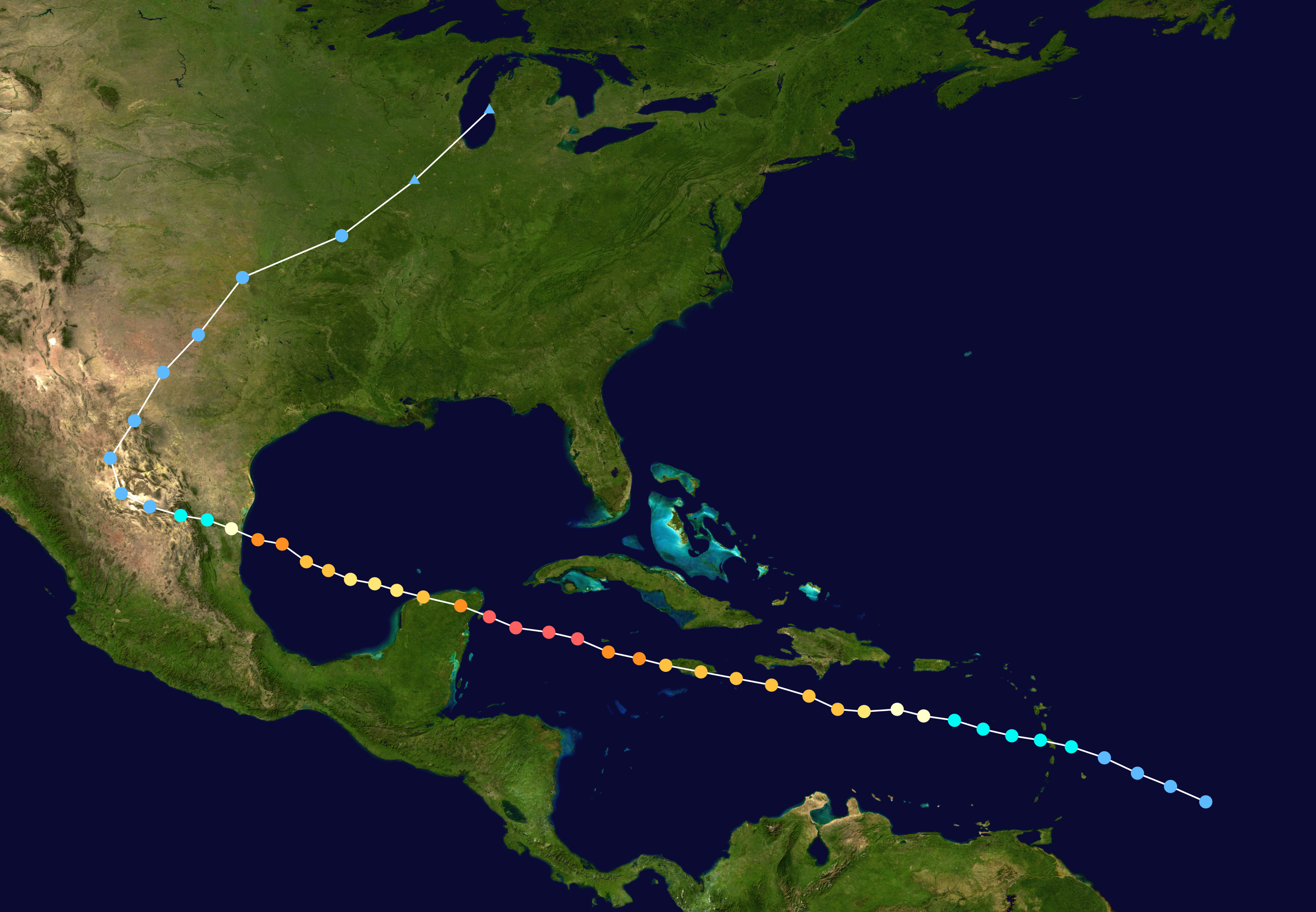
Weg, den der Hurrikan Gilbert nahm.

Hurrikan Gilbert war einer der tödlichsten, kostspieligsten und stärksten Hurrikane seit Beginn der Aufzeichnungen Mitte des 19. Jahrhunderts. Er richtete innerhalb von fast neun Tagen große Verwüstungen in der Karibik und dem Golf von Mexiko während der atlantischen Hurrikansaison 1988 an.
Gilbert entstand am 8. September 1988 als zwölftes tropisches Tiefdruckgebiet der Saison nahe der Leeward Islands. Durch das warme karibische Wasser (81 °F/27 °C) erreichte Gilbert bereits am 9. September die Stärke eines tropischen Sturms und wurde somit zum siebten benannten Sturm der Saison. Er verstärkte sich am 10. September rasch weiter zu einem "Major Hurricane" (ab Stufe 3). Zu dieser Zeit erreicht die atlantische Hurrikan-Saison auch üblicherweise ihren Höhepunkt. Durch seine westnordwestliche Zugbahn traf Gilbert zuerst auf Jamaika auf Land. Das Auge des Sturms überquerte Jamaika am 12. September vollständig mit Winden von 240 km/h. Damit erreichte der Sturm hier die Stufe 4 auf der Saffir-Simpson-Hurrikan-Windskala. Es war der erste Hurrikan seit 1951, der Jamaika direkt traf.
Nachdem Gilbert wieder offenes Meer erreicht hatte, verstärkte er sich gewaltig. Er erreichte die Stufe 5, bevor er über die Insel Grand Cayman hinwegzog. Gilberts extreme Intensivierung setzte sich weiter fort, bis Windspitzen von 295 km/h auftraten. Dies ist der dritthöchste je gemessene Wert. Nur Hurrikan Camille und Hurrikan Allen erreichten höhere Windgeschwindigkeiten. Gilbert erreichte auch einen minimalen Kerndruck von 888 (Hektopascal), der zweitniedrigste Wert nach Hurrikan Wilma in der westlichsten Hemisphäre seit Beginn der Aufzeichnungen.
Gilbert traf auf der mexikanischen Halbinsel Yucatán zum zweiten Mal als ein Kategorie-5-Hurrikan auf Land. Damit war er der erste Stufe-5-Sturm seit Hurrikan Camille 1969, der direkt auf Land traf. Auch beim dritten Auftreffen auf Land nahe La Pesca, Tamaulipas in Mexiko hatte er noch Stufe 3. Gilbert brachte 29 Tornados am 18. September in Texas hervor und verursachte Überflutungen im mittleren Westen der USA. Seine Stärke verlor er am 19. September in Texas endgültig. In Houston musste die NASA den ersten Start einer Weltraumfähre seit der Challenger-Katastrophe verschieben. Der Start der Discovery (Flug STS-26) erfolgte dann am 29. September 1988.
Gilbert forderte 318 Menschenleben: 202 in Mexiko, 45 in Jamaika, 30 in Haiti, 12 in Guatemala, 5 in Venezuela und der Dominikanischen Republik, 3 in den USA und 2 in Costa Rica und Nicaragua. Exakte Zahlen über den verursachten Schaden sind nicht verfügbar, aber der Gesamtschaden in den betroffenen Ländern wird auf ca. 5 Milliarden US-Dollar (in Zahlen von 1988) geschätzt.
Der Name Gilbert wurde im Frühjahr 1989 von der World Meteorological Organization von der Liste der Namen tropischer Wirbelstürme gestrichen und 1994 durch Gordon ersetzt.
| Rang           | Hurrikan    | Saison | Min. Luftdruck hPa (mbar) |
| -------------- | ----------- | ------ | ------------------------- |
| 1              | Wilma       | 2005   | 882                       |
| 2              | Gilbert     | 1988   | 888                       |
| 3              | „Labor Day“ | 1935   | 892                       |
| 4              | Rita        | 2005   | 895                       |
| 5              | Allen       | 1980   | 899                       |
| 6              | Camille     | 1969   | 900                       |
| 7              | Katrina     | 2005   | 902                       |
| 8              | Mitch       | 1998   | 905                       |
| 8              | Dean        | 2007   | 905                       |
| 10             | Maria       | 2017   | 908                       |
| Quelle: HURDAT |             |        |                           |